# کریستین نسبیت
کریستین نسبیت (انگلیسی: Christine Nesbitt؛ زادهٔ ۱۷ مهٔ ۱۹۸۵) اسکیت‌باز سرعت اهل کانادا است.
وی در مسابقات کشوری و بین‌المللی در مجموع برندهٔ ۱ مدال برنز شده‌است.